# Бібліотека Дідро
Бібліотека Дідро — приватна бібліотека французького філософа, письменника, редактора «Енциклопедії» Дені Дідро. Придбана російською імператрицею Катериною ІІ та розпорошена з метою ліквідувати революційні впливи думок письменника на сучасників та послідовників.

## Історія бібліотеки Дідро

### Придбання при залишенні у Дідро.

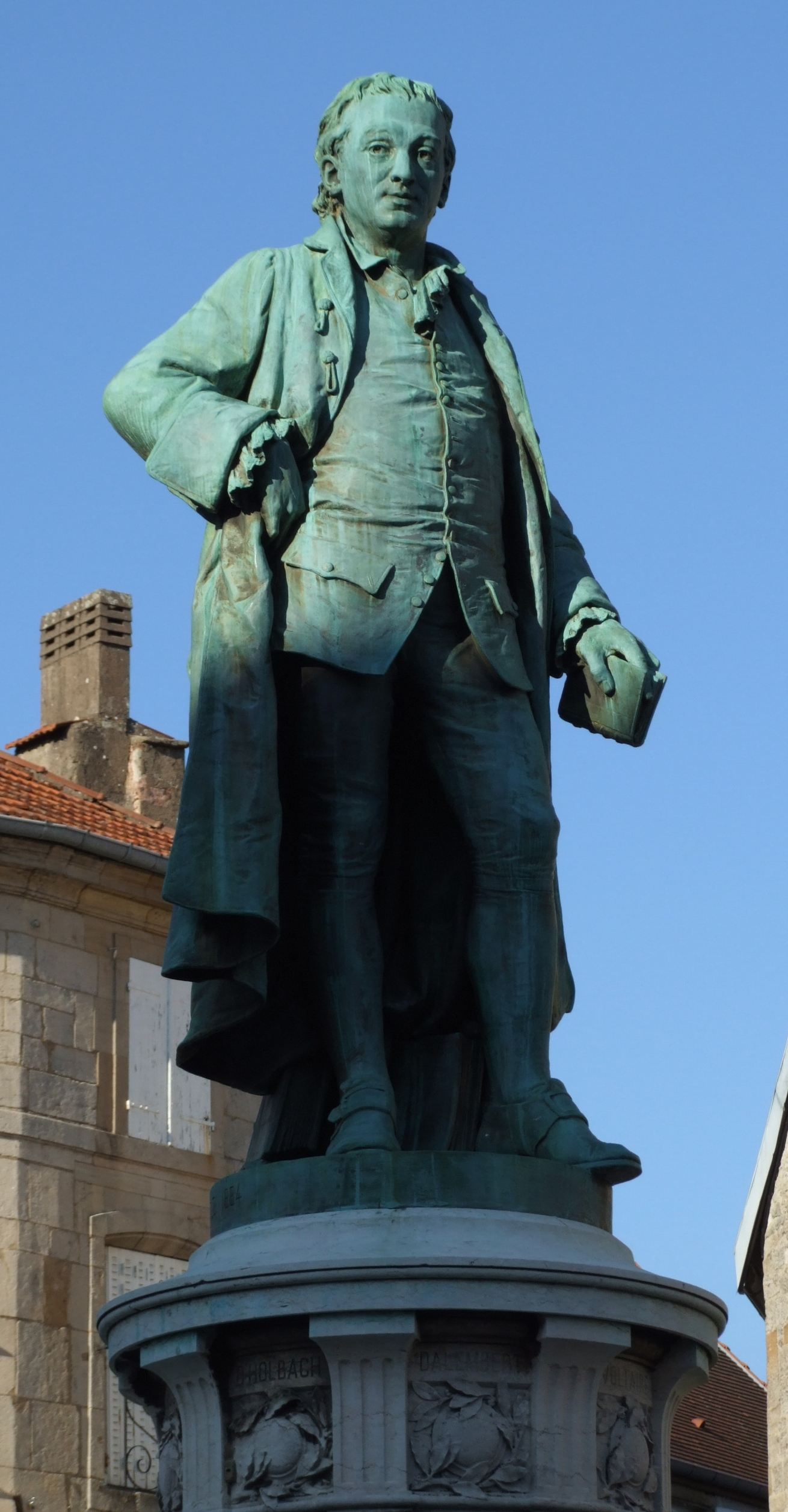
Монумент Дені Дідро в місті, де він народився.

Нерівноправний альянс російської імператриці з представниками доби французького Просвітництва почався давно, практично з перших років її перебування на троні. Вже у 1765 р. вона придбала бібліотеку Дідро на дивних умовах :
- він отримав право користуватися нею до смерті
- його робили бібліотекарем її величності Катерини ІІ з правом проживання в Парижі
- Йому виплачують 15.000 ліврів  за книги та надають щорічну зарплатню у 1.000 франків. Для бідняка-письменника це була добра фінансова підтримка, адже простий за походженням письменник не мав постійних джерел прибутку. Дідро заробляв приватними уроками, перекладами, літературною працею. Він і продати бібліотеку наважився через матеріальну скруту та необхідність дати придане за єдиною дочкою.

В спеціально орендованому будиночку в Парижі на вулиці Рішельє філософ і справді користувався цими книжками майже до 31 липня 1784 р., тобто до своєї смерті.
Все це були широкі жести публічного політика-жінки, стурбованої зміцненням свого авторитету та активної в пошуках власної популярності в Європі.

### Розчарування імператриці у філософських настановах Дідро

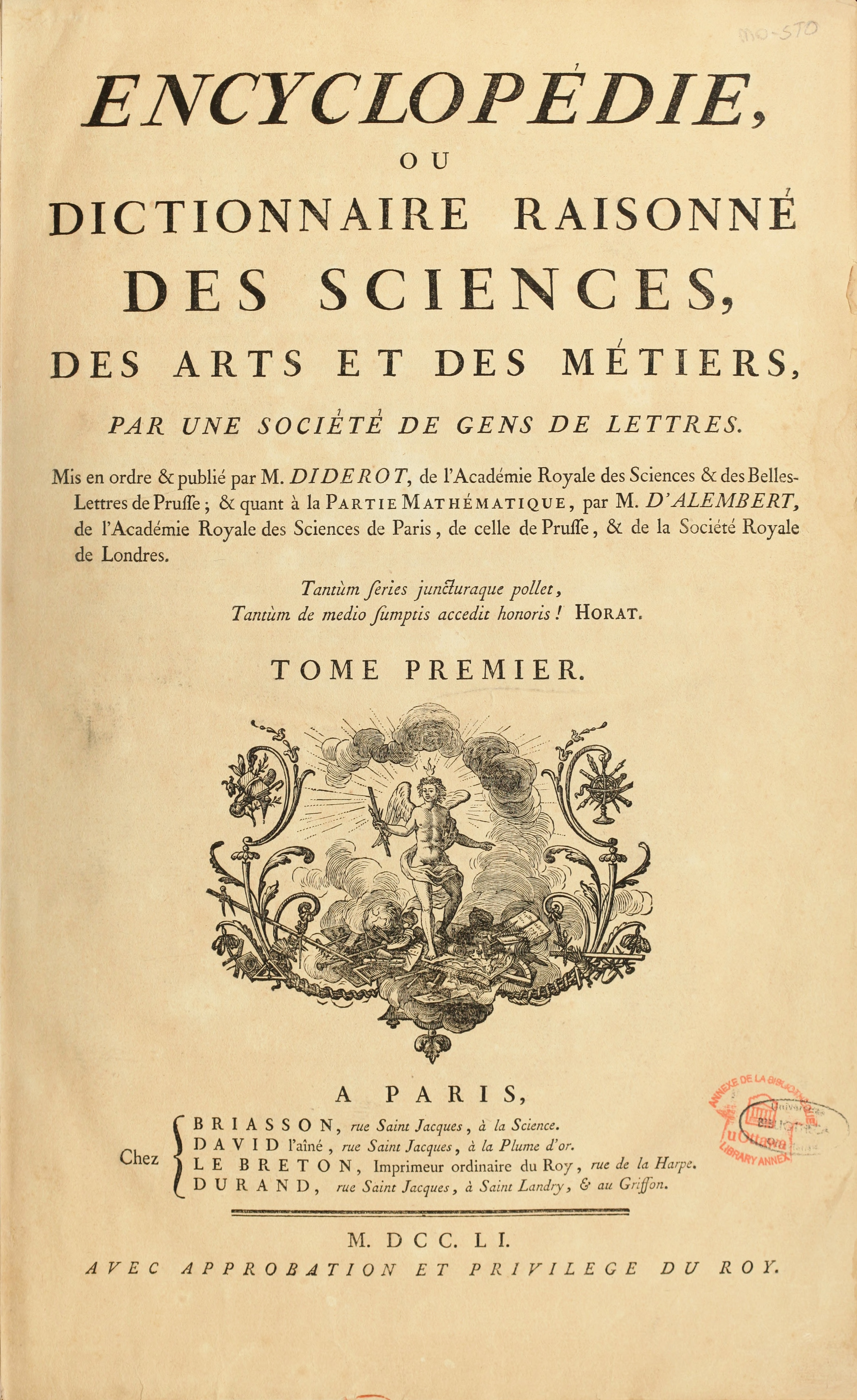
Титульна сторінка «Енциклопедії»

За сім років царювання Катерина ІІ виросла в тверезого та жорсткого політика, використовуючи потрійні стандарти. Саме через сім років після придбання його бібліотеки — у 1773 р.- вони зустрілись. Бо 60-річний філософ наважився покинути Париж та прибув у Петербург заради зустрічей з імператрицею.
До 1772 року в світ вийшло 17 томів скандально відомої «Енциклопедії наук, мистецтв та ремесел», частина статей якої перекладена та надрукована в Російській імперії. Але сміливість думок в «Енциклопедії» вражала освічену частину дворянського суспільста і лякала радикальними поглядами, народжуючи постійних і могутніх ворогів. Аналізуючи драматичну ситуацію навколо «Енциклопедії», Дідро писав:

| Нашими відкритими ворогами були— королівський двір, вельможі та військові, священики, поліція, судді, письменники, яких не запросили до створення цього видання... Слово «енциклопедист» перетворили на різновид назви злочинця. Так обзивають усіх, кого подають королю як осіб небезпечних, виставляють перед церквою як ворогів релігії, їх здатні передати суддям як злочинців і подати народу як поганих громадян. До сих пір вважають, що енциклопедист— це злочинець, вартий лише страти |.
Вороже ставлення до енциклопедистів налякало навіть старого Вольтера. Той почав переконувати Дідро припинити видання через значний спротив можновладців. Та немолодий та утомлений Дідро не погодився. Збереглася письмова відповідь Вольтеру, зроблена Дені Дідро: 
| Припинити видання «Енциклопедії» - все одно що покинути поле битви та перетворитися на негідників, що нас переслідують. Що нам робити ? Те, що варто мужнім воякам - ненавидіти наших ворогів, боротися з ними та використовувати глупоту наших цензорів |.
Зустрічі імператриці з філософом проходили в Зимовому палаці без свідків і про що говорилося, ніхто не фіксував. Але 44-річна імператриця добре розуміла, який ворог перед нею. Тому обидва розійшлися мирно, але досить розчаровані один в одному. Через рік по смерті Дідро імператриця наказала перевезти бібліотеку Дені Дідро в Петербург. Своєму агенту в Парижі (Мельхіору Грімму) вона писала досить відверто: 
| Придбайте для мене усі рукописи Дідро. Купуйте, скільки не запросять. Звичайно ж, вони не вийдуть з моїх рук і вже нікому не зашкодять |.

### Бібліотека— невидимка

Катерина ІІ.

На відміну від бібліотеки Вольтера, Дідро не мав ані власного секретаря, ані особи, що могла б скласти опис-каталог його бібліотеки. Вже по перевезенню в Петербург служка-дослідник палацової бібліотеки зауважив, що бібліотека Дідро (російською): «… содержит во всех форматах 2.904 образца, по большей части во французских переплётах, между которыми однако есть и весьма старые. Большая часть состоит из французских книг. Однако же есть и многие английские, итальянские и латинские из разных частей философии, в том числе и многие старые прекрасные издания классических писателей, из коих разные с греческим и латинским переводом.» Це загальна характеристика, а ніяк не інвентарний опис. Навіть якщо інвентар і був складений в Ермітажі, то він давно зник.
В резиденції імператриці добре відслідковували події французької революції 1789–1793 рр. Катерина попрохала виконати для неї галасливо відому «Марсельєзу». Під час виконання обурено встала та покинула залу. З свого кабінету наказала назавжди винести погруддя Вольтера. Кажуть, що після звістки про страту в Парижі короля Франції, Катерина ІІ захворіла від стресу. Ймовірно, тоді і виникла ідея знищити бібліотеку Дідро.
Її почали потроху передавати у різні заклади без вказівок, що це книги Дідро. Вже на 1804 рік було відомо, що бібліотеки Дідро як цілого зібрання, вже не існувало. Залишки книг передали в Імператорську Публічну бібліотеку.
Якщо відновити склад бібліотеки Вольтера було досить нескладно через наявність опису, відновити склад бібліотеки Дідро не вдалося. Вона залишається у переліку неіснуючих бібліотек.